# Campodorus mollis
Campodorus mollis là một loài tò vò trong họ Ichneumonidae.